# 비에브자강

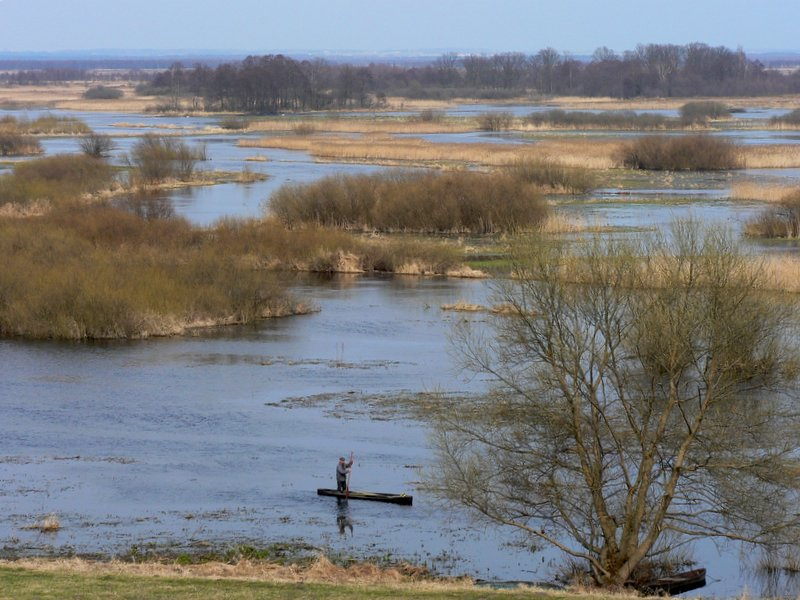
비에브자강

비에브자강(폴란드어: Biebrza)은 폴란드 북동부의 강이다. 나레프강의 지류로, 길이는 164km, 유역 면적은 7,092 km2다.